# アビタス
株式会社アビタスは、国際資格講座（USCPA、UMass MBA、CIA、CISA、IFRS、CFE）や人材紹介サービス、貸し会議室を展開する。パスメイクホールディングスのグループ企業。

## 概要
USCPA（米国公認会計士）プログラムの提供から始まり、現在は監査系のCIA、CISA、IFRS、CFEの各プログラムと、米国オンラインMBAのUMass MBAプログラムを提供している。プログラム受講者に向けた財務会計領域の人材紹介サービスも手掛けている。

## 沿革
出典：
- 1995年7月 - 創業者の三輪豊明が株式会社U.S.エデュケーション・ネットワークを設立（東京・文京区）
USCPA（米国公認会計士）プログラム、英文会計入門コース開講
- 1995年9月 - 東京都千代田区九段下に東京本校開設
- 1995年12月 - 大阪校（北区梅田）開設
- 1996年 - 国内初、完全日本語版のUSCPAオリジナル教材完成
- 1996年2月 - 東京本校を九段下で移転
- 1997年 - 米国カリフォルニア州立大学ヘイワード校（現イーストベイ校）と提携。受講者は日本で学ぶことで同校の会計・ビジネス単位を取得、USCPAの受験条件を満たす仕組みを整えた
- 1997年4月 - 東京本校を文京区本郷に移転
- 2000年1月 - 東京本校を新宿に移転
- 2006年 - 株式会社キャリアアクセスを立ち上げ人材事業に進出
- 2004年2月 - 東京本校を現在の新宿マインズタワーに移転
- 2005年11月 - CIA（公認内部監査人）プログラム開講
- 2007年4月 - CISA（R）（公認情報システム監査人）プログラム開講
- 2018年11月 - IFRS Certificate（国際会計基準検定）プログラム開講
- 2008年4月 - キャリアアクセスを吸収合併し、株式会社アビタスに社名変更
- 2009年6月 - 千葉商科大学会計専門職大学院と提携。国際会計基準の人材を短期間で養成へ
- 2009年7月 - IFRSコンソーシアム発足
- 2012年1月 - 東京中央日本語学院（TCJ）を関連会社化
- 2012年4月 - 米国マサチューセッツ州立大学MBAプログラム（AACSB認証）開講
- 2014年5月 - 大阪校を現在の梅田阪急ビルオフィスタワーに移転
- 2016年5月 - 「アビタスUSCPAプログラム開講20周年パーティー」開催
- 2017年3月 -東京中央日本語学院を東京・信濃町へ移転
- 2017年12月 - 新宿本校増床
- 2018年9月 - CFE（公認不正検査士）プログラム開講
- 2019年 - ホールディングス体制に移行。パスメイクホールディングス株式会社の子会社となる

## 提供プログラム
- USCPA（米国公認会計士）プログラム
- マサチューセッツ州立大学MBAプログラム（UMass MBA）
- CIA（公認内部監査人）プログラム
- CISA（R）（公認情報システム監査人）プログラム
- IFRS（国際会計基準検定)プログラム
- CFE（公認不正検査士）プログラム

## 校舎
eラーニング化が進み、現在は東京（新宿）と大阪（梅田）に校舎がある。
- 新宿本校（本社）

〒151-0053
東京都渋谷区代々木2-1-1 新宿マインズタワー15階
- 大阪校

〒530-0017
大阪府大阪市北区角田町8-1 大阪梅田ツインタワーズ・ノース21階

## グループ企業
- パスメイクホールディングス株式会社 [2]
- 株式会社 TCJグローバル [3]